# アツギ
アツギ株式会社（英文社名：ATSUGI CO.,LTD.）は、日本の繊維製品の製造・販売メーカー。

## 概要
主にパンティストッキング・靴下・下着を製造・販売している。2011年より女性向けストッキング「ASTIGU（アスティーグ）」ブランドを主力とする。男性向けアイテムや児童向けアイテムなども展開している。2020年には倒産した旧レナウンのインナー部門であるレナウンインクスを買収し、「アクアスキュータム」ブランドなどを引き継ぎ、展開している。その他不動産の販売・賃貸、介護用品の製造等の事業がある。
1955年に日本初のシームレスストッキングを生産・発売した。1961年には全国に直販網を確立してシームレスストッキングの本格展開を開始した。以来、ストッキングのトップメーカーとして業界を先導した。1963年、東証一部に上場した。
2000年代以降、グンゼや福助などの競合ストッキングメーカーに押され、売上が徐々に下降している。2019年には赤字に転落し、2021年には無配に転落した。2022年には国内工場を閉鎖して中国工場に集約し、2023年には上場維持基準未達により東証プライム市場から東証スタンダード市場に降格するなど、近年は特に苦境にある。2020年以降のコロナ禍の苦境を乗り切るため、2021年より傘下のレナウンインクスを通じ、福助と協業するなどの取組を講じている。2024年3月期に黒字化し、5期連続の赤字から脱したが、2025年3月に再び赤字に転落した。
2021年3月期の連結売上構成は繊維事業92.3%、不動産事業その他7.7%となっている。
2023年5月にコーポレートロゴを刷新。新コーポレートメッセージは「肌と心に届け。」

### 国内生産から撤退
2022年時点で、ストッキングの製造は子会社であるアツギ東北や中華人民共和国の現地子会社で行っており、特に青森県むつ市の「アツギ東北むつ事業所」（1966年設立）は、全盛期には1000人以上を雇用し、2022年時点でも500人以上が働く日本最大級のストッキング工場であった。
アツギは2022年1月20日に、2019年3月期から3期連続で最終赤字を計上した事や、新型コロナウイルスにより需要が減少したため、アツギ東北の2工場を2022年5月に閉鎖し、製造拠点は中華人民共和国の現地子会社へ集約する事を発表した。アツギ東北閉鎖後の生産拠点は中華人民共和国の現地子会社へ集約される予定である。

## 沿革
- 1947年（昭和22年）12月24日 - 堀禄助（ほり ろくすけ）が現在の神奈川県海老名市に厚木編機株式会社を設立。当初は靴下も製造していたが、主な製品は捕鯨用ロープだった。
- 1952年（昭和27年） - シームレスストッキング、タイツの製造・販売を開始。
- 1960年（昭和35年）
  - 1月 - 厚木ナイロン工業株式会社に改称。
  - 9月 - 東京店頭売買承認銘柄として株式公開。
- 1961年（昭和36年）
  - 5月 - 全国に直販網の確立を目的として、厚木ナイロン商事株式会社を設立。シームレスストッキング、シームレスタイツ等の本格的国内販売を開始。
  - 10月 - 東京証券取引所第2部に上場。
  - 12月 - 大阪証券取引所第2部、名古屋証券取引所第2部に上場。
- 1962年（昭和37年）
  - 9月 - 福岡証券取引所に上場。
  - 10月 - 東京証券取引所、大阪証券取引所、名古屋証券取引所第1部に指定替え。
- 1963年（昭和38年）
  - 8月 - 海外販売を目的として厚木ナイロン香港有限公司（現・厚木香港有限公司。連結子会社）を設立。
  - 10月 - 東京証券取引所市場第一部信用銘柄となる。
- 1964年（昭和39年）4月 - ファンデーション、ランジェリーの製造販売開始。
- 1966年（昭和41年）5月 - ストッキングの増産のため、青森県むつ市にアツギむつナイロン株式会社を設立。
- 1968年（昭和43年）
  - 6月 - パンティストッキングの製造・販売を開始。
  - 12月 - パンティストッキングの増産のため、宮城県白石市にアツギ白石ナイロン株式会社を設立。
- 1970年（昭和45年）6月 - パンティストッキングの増産のため、長崎県佐世保市にアツギ佐世保ナイロン株式会社を設立。ソックス類の本格製造販売開始。
- 1971年（昭和46年）9月 - 札幌証券取引所に上場。
- 1972年（昭和47年）10月 - ミサワホーム株式会社と業務提携し、神奈川県海老名市に厚木ナイロンミサワホーム株式会社を設立。
- 1974年（昭和49年）3月 - メリヤス肌着の本格製造販売開始。
- 1977年（昭和52年） 
  - 6月 - 物流部門を独立させ、神奈川県海老名市にアツギ物流株式会社を設立。
  - 10月 - アツギむつナイロン株式会社がアツギ白石ナイロン株式会社を吸収合併し、東北アツギ株式会社に商号変更。
- 1979年（昭和54年）- フルサポーティパンティストッキングの製造・販売を開始。
- 1988年（昭和63年）12月 - 厚木ナイロンミサワホーム株式会社、アツギメカトロ株式会社を合併。
- 1994年（平成6年） - 主力製品である「ミラキャラット」の製造・販売を開始。
- 1999年（平成11年）- アツギ株式会社に改称。
- 2000年（平成12年）
  - 9月 - 介護用品の製造販売を目的として、アツギケア株式会社（現・連結子会社）を設立。印刷、製袋部門を独立させ、アツギ印刷株式会社を設立。
  - 10月 - 青森スタッフ株式会社はアツギむつ株式会社と、宮城スタッフ株式会社はアツギ白石株式会社と、長崎スタッフ株式会社はアツギ佐世保株式会社（現・連結子会社）とそれぞれ合併。
- 2003年（平成15年）3月 - 名古屋証券取引所、福岡証券取引所、札幌証券取引所への上場を廃止。
- 2007年（平成19年）10月 - アツギむつ株式会社がアツギ白石株式会社、アツギ印刷株式会社を吸収合併し、アツギ東北株式会社に社名変更。
- 2008年（平成20年）10月 - 厚木（上海）時装貿易有限公司（現・連結子会社）設立。
- 2009年（平成21年）12月 - 厚木靴下（煙台）有限公司（現・連結子会社）設立。
- 2011年（平成23年）2月 - 「ASTIGU（アスティーグ）」発売。
- 2020年（令和2年）10月 - レナウンから株式会社レナウンインクスの全株式を取得し、同社を連結子会社化[5][6]。
- 2022年（令和4年）5月 - アツギ東北株式会社における製造業務を終了[2][3][4]。
- 2023年（令和5年）
  - 5月12日 - ロゴを変更[7]。
  - 10月 - 東京証券取引所スタンダード市場へ市場変更[8]。

## 社名の由来
会社の所在地は海老名市であるが、社名に相模川対岸の町である「厚木」の名前を使用した経緯として、会社設立前に近隣にある厚木基地に連合軍総司令官ダグラス・マッカーサーが降り立った。そこで創業者の堀は「世界中に知れ渡った厚木の名を社名にすれば、いちから宣伝しなくても済む」とひらめいたことが記されている。ただし厚木基地は厚木市内ではなく、綾瀬市と大和市にまたがった地域にある。所在地に近い厚木駅も厚木市内ではなく海老名市にある。ちなみに発明学会元会長・豊沢豊雄の著書によると厚木ではないからアツギナイロンと命名したとある。
「厚木」（アツギも含む）に関しては、上記の「厚木基地」の知名度を広めるという理由などであえて、厚木市に隣接した自治体にある企業の工場などで「厚木工場」「厚木製作所」などと名乗っているものも実在する。

## 主な製品

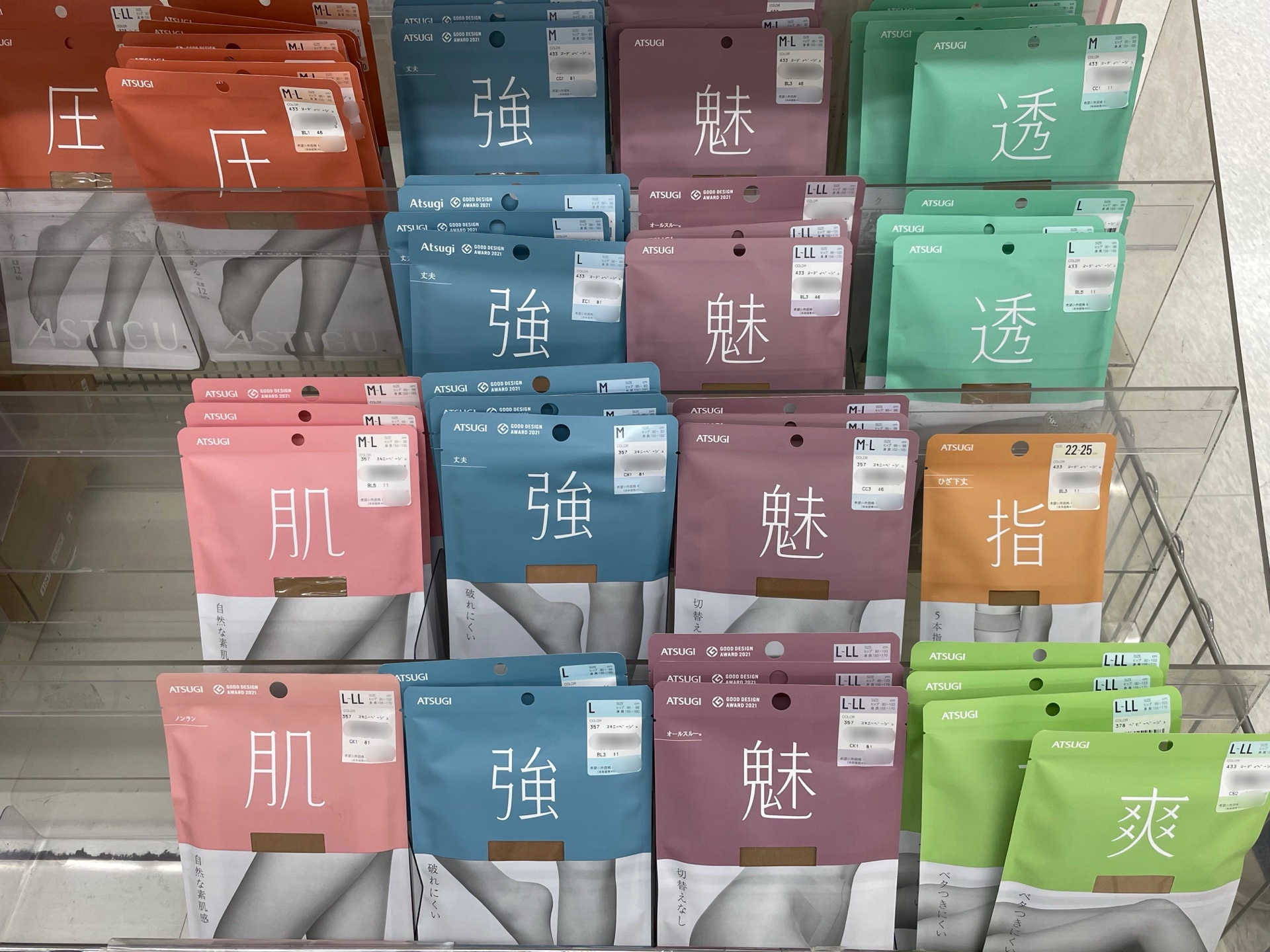
ASTIGU（アスティーグ）ブランドのストッキング

- ミラキャラット
- アスティーグ
- レリッシュ
- クリニカル
- スリムライン
- ウルトラスルー

## CMモデル
- 秋川リサ（フルサポーティ）
- 江角マキコ（コンフォート）
- TAO（アスティーグ）

また1970年代には、「スクールマルチ」の商品モデルに山口百恵・麻丘めぐみ・片平なぎさが起用されたが、CMは製作されたかは不明。

## アツギイメージガール
アツギイメージガール（ATSUGI Image Girl）とは、2007年の同社創立60周年を記念して創設したキャンペーンガールの名称。元々は「ミラキャラットガール」という名称であった。毎年9月にオーディションで2名を選出し、翌年9月までの1年間にわたり同社の顔としてPR活動を行っている。
- 1期生（2007年 - 2008年9月）：中条友莉、菅野広恵
- 2期生（2008年10月 - 2009年9月）：鈴原あいみ、REIRA（別名：宮坂絵美里（現在は絵美里））
- 3期生（2009年10月 - 2010年9月）：kazumi、三浦真理子
- 4期生（2010年10月 - 2011年9月）：秋本茉菜、関戸優希
- 5期生（2011年10月 - 2012年9月）：蜂谷晏海、吉江瞳

## 提供番組
- フジテレビ月曜9時ドラマ - （フジテレビ）

## 関係会社

### 連結子会社
- アツギ東北（神奈川県海老名市）（青森県むつ市、岩手県盛岡市に工場。靴下・インナーウェアの製造販売）
- アツギ佐世保（神奈川県海老名市）（物流業務の請負）
- 神奈川スタッフ（神奈川県海老名市）（物流業務の請負）
- アツギケア（神奈川県海老名市）（介護用品の仕入販売）
- レナウンインクス（東京都江東区）（靴下・インナーウェアの製造販売）
- 厚木香港有限公司（香港）（靴下の仕入販売）
- 煙台厚木華潤靴下有限公司（中国・山東省。靴下の製造販売）
- 阿姿誼（上海）針織有限公司（中国・上海。靴下・インナーウェアの製造販売）
- 阿姿誼（上海）国際貿易有限公司（中国・上海。原材料・靴下の仕入販売）
- 厚木（上海）時装貿易有限公司（中国・上海。靴下の仕入販売）
- 厚木靴下（煙台）有限公司（中国・山東省。靴下の製造販売）

### 関連会社
- 山東華潤厚木尼龍有限公司（中国・山東省。靴下の製造販売）

## テレビ提供番組
いずれも過去。フジテレビ番組やTBS番組が多い。
- ミス・シームレス・コンテスト（フジテレビ系列、一社提供、1961年から1963年まで行われたコンテストを放送した特別番組）
- アツギハイステップショウ ハイステップ・ミコちゃん（フジテレビ系列、一社提供）
- 嫁ぐ日まで（フジテレビ系列、一社提供）
- 気ンなるあいつ（フジテレビ系列、一社提供）
- 歌って踊って恋をして（英語版）（フジテレビ系列、一社提供）
- スカイヤーズ5（第2作）（TBS系列。ヒッチハイク担当）
- 歌と笑いでつっぱしれ!（TBS系列）
- 魔女の条件（TBS系列）
- オフレコ!（TBS系列）

## アクセス
海老名駅から相鉄バス、神奈川中央交通で「アツギ株式会社前」バス停で下車。

## 論争
- 2020年11月2日の「タイツの日」に合わせて、タイツを履いた女性のイラストなど投稿し、自社製品をPRするハッシュタグ「#ラブタイツ」を用いたイラストレーターのよむとのコラボ[注 3][要出典]をTwitter上で展開した[10]。多くのイラストレーターが参加し[11]、一部は10万「いいね」を集めるなど人気を集めたが[12]、イラストがタイツを履く女性を性的に見る視点で描かれたものだったなどと主張する者からの糾弾が相次いだ[13][14]。うち、ジャーナリストの治部れんげは、ラブタイツキャンペーンが、実際にタイツを買っている人たちではなく、タイツを履いた女性を鑑賞する層に向けられていたことが企業広告として誤っていると指摘した[15]。ただしアツギ公式ツイッターアカウントの担当者は女性で、参加したイラストレーターも多くは女性だった[16]。
- 2020年11月3日、アツギは文書で謝罪し、キャンペーンのツイートを削除するとともに公式アカウントでのツイートをしばらく休止し、社員教育を徹底すると発表した[14][17][18]。共同企画者のよむも、アツギの謝罪ツイートをリツイートした上で謝罪した[19][20]。その一方で、アツギは「（ラブタイツの）企画自体には問題がなかったと認識しています」とガジェット通信の取材に回答している[21]。2021年7月27日、同年8月からの公式Twitterアカウントの再開を発表した[注 4][22]。再開に際して第三者機関と協力しSNS運用体制の見直し、プロモーション活動における社内体制強化と外部コンサルタントによるチェック体制を構築したことを明らかにした[22]。